# Шуман, Карл Мориц
Карл Мориц Шуман (нем. Karl Moritz Schumann; 17 июня 1851, Гёрлиц — 22 марта 1904, Берлин) — немецкий ботаник.

## Биография
Карл Мориц Шуман посещал среднюю школу до 1869 года в Гёрлице. Затем он учился в Берлине, Мюнхене и Вроцлаве, где он занимался сначала химией, но потом увлёкся ботаникой. В июне 1892 года Карл Мориц Шуман был назначен профессором. Весной 1893 года он получил право проводить лекции по ботанике в Берлинском университете имени Гумбольдта.
Карл Мориц Шуман умер в Берлине 22 марта 1904 года.

## Научная деятельность
Карл Мориц Шуман специализировался на папоротниковидных, Мохообразных, водорослях и семенных растениях.

## Публикации
- Gesamtbeschreibung der Kakteen (1899).
- Blühende Kakteen (4 Bände, 1900—1904).
- Praktikum für morphologische und systematische Botanik (1904).